# 2M
2M (en arabe : القناة الثانية Al Qanat Attaniya, en arabe marocain : دوزيم) est la deuxième chaîne de télévision nationale marocaine, à vocation généraliste et de statut semi-public. Elle est lancée le 4 mars 1989 et son siège est à Casablanca, avec des bureaux régionaux dans les principales villes du royaume.
La SOREAD-2M est la société éditrice de 2M et de sa chaîne sœur Radio 2M.

## Histoire de la chaîne
Le 4 mars 1989, 2M est créée par la Société d'études et de réalisations audiovisuelles (SOREAD) en tant que la première chaîne privée et commerciale payante au Maroc,. Elle diffuse des émissions cryptées avec deux plages en clair. À son lancement, la chaîne suscite un véritable engouement dans le paysage audiovisuel marocain (PAM), mais elle évolue dans un environnement culturel complexe. Elle souffre de la concurrence déloyale du piratage.
En 1994, elle n'est plus la chaîne thématique à vocation internationale conçue au départ, mais une chaîne généraliste, de proximité, afin d'exprimer sa spécificité face aux autres sources d'images.
Le 19 juin 1996, l'Omnium Nord Africain (ONA), l'actionnaire principal de la SOREAD, se retire de la gestion de la chaîne qui connaît des difficultés financières. Signataire de la concession de service public, l'État devient actionnaire majoritaire à hauteur de 70 %, la chaîne n'étant plus cryptée.
Le 10 janvier 1997, 2M passe en clair, bouleversant le paysage audiovisuel marocain. Le redressement financier de la société gestionnaire de la chaîne se fait à travers le concours du fonds pour la Promotion audiovisuelle nationale et la dynamisation du marché publicitaire. 2M est l'une des chaînes de télévision les plus suivies au Maroc.

## Organisation
Capital de 2M en 2017.
- État marocain[8] (71,7 %)
- SNI[8] (19,6 %)
- Attijariwafa Bank[9] (2,4 %)

### Dirigeants
- Fayçal Laâraïchi[10] : président directeur général de la Société d’Études et de Réalisations Audiovisuelles (SOREAD)
- Salim Cheikh[10] : directeur général

### Capital
À son lancement, 2M est gérée par l'ONA, en association avec TF1, Sofirad, Vidéotron, ZDF et les institutionnels marocains. L'État marocain devient l'actionnaire principal de la SOREAD à partir de 1996.
En 2017, une réorganisation de l'actionnariat de la SOREAD, la société d'édition de 2M TV et Radio 2M, est opérée.

## Diffusion
À la fin des années 1990, 2M étend sa réception sur l'ensemble du territoire marocain.
En mars 2012, le CRTC autorise la diffusion de la chaîne au Canada sur Bell Télé Fibe et Vidéotron.
En France, sa diffusion est gratuite sur les box jusqu'en 2019 puis passe en mode payant. Elle est cependant accessible en clair FTA par satellite en bande KU via le satellite Hotbird 13 Est.

## Émissions

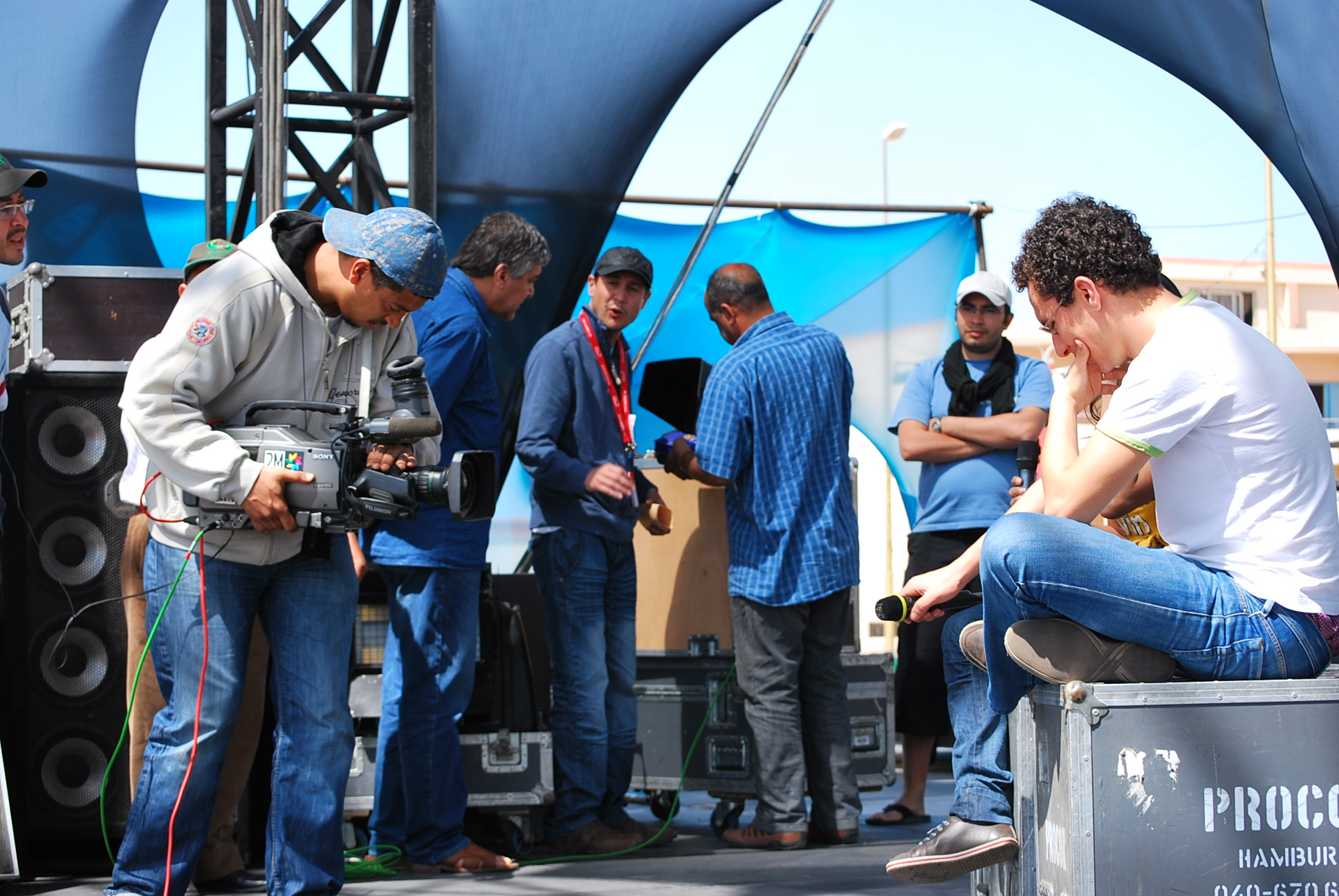
Tournage du magazine Ajial (Générations) à Dakhla en 2009.

Le positionnement de 2M s'appuie sur trois concepts : 
1. le divertissement : feuilletons, fiction nationale[5], émissions telles que le Rachid Show et, chaque mardi et dimanche, un film américain, français ou marocain[12],
2. la proximité[5] : émissions d'information, débats[13] Mais encore ?, Moubacharatan Mâakoum,
3. la curiosité et la connaissance : documentaires et magazines Sabahiyat[14], Éclairages sur l'économie ou d'enquête Grand Angle.

2M cible les jeunes avec le magazine Ajial (Générations) présenté par Samid Ghailan et Halima Alaoui, le concours du meilleur artiste The Artist ou Studio 2M, les clips Top Tarab et les jeux comme l'adaptation Jazirat Al Kanz de Fort Boyard ainsi que toutes les générations avec la gastronomie marocaine Ch'hiwat bladi présentée par Chafaï Choumicha.

### Journaux télévisés
Par la fusion des rédactions arabophone et francophone, depuis 2000, la chaîne organise treize rendez-vous d’informations par jour contre trois en 1999 dans le respect de ses principes d’indépendance et de liberté d’expression,,. En 2005, l'ouverture du journal télévisé est relative aux activités officielles.
En 2012, le rapport de l'Institut royal des études stratégiques (IRES) répartit la confiance des téléspectateurs selon 41,5 % pour les chaînes arabes satellitaires contre 36 % pour 2M.

### Séries étrangères
2M diffuse des séries turques, espagnoles, mexicaines, australiennes, canadiennes et américaines.

#### Séries turques doublées en arabe
En fin des années 2000, la série historique Muhteşem Yüzyıl (Le Siècle magnifique ou Harem Sultan, حريم السلطان) de Meral Okay avec Meriem Uzerli (Roxelane, Hürrem Sultan) renvoie une image attrayante de la Turquie dans l’espace maghrébin. Trente-neuf millions de femmes du monde arabe ont vu Sanawat Dayaa (سنوات الضياع, Ihlamurlar Altında (tr), Les années perdues) de Aydın Bulut avec Tuba Büyüküstün (Filiz Tekiner). En 2015, la série turque Samhini (سامحيني, Beni Affet, Pardonne-moi), diffusée depuis 2013 en semaine à 19 h 15 (heure marocaine), fait l'audience record de 69,8 % grâce au doublage en darija.
Ces séries donnent envie aux Marocains de visiter Istanbul sans avoir besoin d'un visa tandis que « l’influence culturelle de la France rencontre de plus en plus de résistance ».
- 2008 : Aşk-ı Memnu (L'Amour interdit) de Hilal Saral avec Beren Saat (Bihter Yöreoğlu Ziyagil)
- 2011 : Lohbat al hob (Unutulmaz (tr)), Ezel
- 2013 : Hob fi mahab rih (Yer Gök Aşk (tr))
- 2016 : Taman al hob (Aşkın Bedeli (tr)) : depuis 2013
- 2017 : Sirah al hob, Ana Wa Banati, Zmane Laghdar (İffet (tr)), Massir Assia (Alın Yazım (tr)) : depuis 2016

#### Séries doublées en arabe marocain
- Mes adorables voisins (حنا ولاهما) ;
- Los hombres de Paco ;
- Compte à rebours (Cuenta atrás) ;
- Un, dos, tres.

## Audiences
En 2012, 2M est la deuxième chaîne la plus regardée au Maroc, après la qatarienne Al Jazeera. En janvier 2018, 2M est la chaîne la plus regardée avec une part d’audience moyenne de 35,4 %.
Lors du mois du ramadan 2022, la chaine est en tête des audiences avec 57,7 % de parts d'audience en Prime-time. Aux premiers jours du ramadan 2023 la chaine prend 48,5 % de parts d'audience.

## Identité visuelle
À son lancement, la chaîne s'intitule 2M International. Le nom est simplifié plus tard, au début des années 90.

### Logos

Logo de 2M jusqu'en 2008.
Logo de 2M depuis 2008.